# David Baltimore
David Baltimore (Nueva York, 7 de marzo de 1938) es un biólogo estadounidense y Premio Nobel de Fisiología o Medicina en 1975, a la edad de 37 años, compartido con Renato Dulbecco y Howard M. Temin «por sus descubrimientos sobre la interacción entre los virus tumorales y el material genético de la célula».
Baltimore ha influido profundamente en la ciencia internacional, incluidas contribuciones clave a la inmunología, virología, investigación del cáncer, biotecnología e investigación del ADN recombinante, a través de sus logros como investigador, administrador, educador y defensor público de la ciencia y la ingeniería. Ha formado a muchos estudiantes de doctorado y becarios postdoctorales, varios de los cuales han pasado a carreras de investigación notables y distinguidas. Además del Premio Nobel, ha recibido varios premios, incluida la Medalla Nacional de Ciencias de EE. UU. En 1999. Baltimore forma parte de la Junta de Patrocinadores para el Bulletin of the Atomic Scientists y como asesor científico sénior de Science Philanthropy Alliance.
Actualmente David Baltimore es profesor emérito  de Biología en el Instituto de Tecnología de California (Caltech). En noviembre del 2012 recibió el título de doctor honoris causa de la Universidad de Buenos Aires (Argentina) en la Facultad de Ciencias Exactas y Naturales (UBA).

## Literatura
- James Darnell, Harvey Lodish, David Baltimore. Molekulare Zellbiologie. de Gruyter, Berlin, New York 1993, ISBN 3-11-011934-X